# Seltso-Chaterno
Seltso-Chaterno (en russe : Сельцо-Шатерно) est un hameau de l'établissement rural de Savino, dont il est le chef-lieu, du raïon de Novgorod dans l'oblast de Novgorod. Sa population s'élevait à 15 habitants au recensement de 2010.

## Géographie
La localité est située dans l'oblast de Novgorod, un sujet de la Russie européenne, dans le district fédéral du Nord-Ouest. Seltso-Chaterno est l'une des 201 localités du raïon de Novgorod,, un raïon du nord-ouest de l'oblast. Le centre administratif du raïon et de l'oblast est la ville de Veliki Novgorod.
Seltso-Chaterno, comme tout l'oblast de Novgorod, est située dans le fuseau horaire MSK (heure de Moscou). Le décalage horaire appliqué par rapport au temps universel coordonné est +03:00.
Seltso-Chaterno fait partie de l'établissement rural de Savino, une des dix entités municipales du raïon, qui a comme chef-lieu le hameau Savino.

## Démographie
Recensements (*) et estimations de la population,:
| 2002* | 2010* | - |
| ----- | ----- | - |
| 8     | 15    | - |

En 2002, sur les 8 habitants, il y avait 100 % de Russes.